# エーリヒ・シュトラウベ
エーリヒ・シュトラウベ（ドイツ語: Erich Straube、1887年12月11日 - 1971年3月31日）は、ドイツ国防軍陸軍の軍人。最終階級は歩兵大将。卓越した戦功により柏葉付騎士鉄十字章を授与された。

## 受章
- 鉄十字章 (1914年版)
  -  二級 - 1914年9月11日受章[1]
  -  一級 - 1916年5月5日受章[1]
- 前線戦士名誉十字章 - 1934年受章
- 鉄十字章略章
  -  二級 - 1939年11月15日受章[1]
  -  一級 - 1940年5月17日受章[1]
- 戦傷章
  - 黒章
- 柏葉付騎士鉄十字章
  -  騎士鉄十字章 - 第268歩兵師団司令官、少将として1940年7月19日受章[2]
  -  柏葉章 - 第LXXIV軍団司令官、歩兵大将として1944年9月30日受章、609人目の受章者[2]